# Lista kobiet kierowców w Formule 1
Lista kobiet, które startowały w wyścigach Formuły 1 od momentu powstania mistrzostw świata kierowców w 1950 roku. Pięć kobiet zostało zgłoszonych do startu w wyścigach Formuły 1, jednak tylko dwóm udało się zakwalifikować i wystartować w wyścigu. Kobietą, która startowała w największej ilości Grand Prix jest Lella Lombardi, która wystartowała w 12 wyścigach, z 17 do których została zgłoszona. Jest ona także jedyną kobietą, która zdobyła punkty w Mistrzostwach Świata Formuły 1. Lombardi w swoim drugim starcie w mistrzostwach świata, podczas Grand Prix Hiszpanii na torze Montjuïc Circuit zajęła 6. miejsce, jednak otrzymała pół punktu, ponieważ wyścig został przerwany po 29. okrążeniach z powodu wypadku Rolfa Stommelena, podczas którego zginęło czterech kibiców.

## Kobiety za kierownicą bolidu F1
| Imię i nazwisko          | Sezony      | Zespoły                 | Zgłoszenia (Starty) | PP | P1 | Pod. | NO | MŚ | Pkt. |
| ------------------------ | ----------- | ----------------------- | ------------------- | -- | -- | ---- | -- | -- | ---- |
| Maria Teresa de Filippis | 1958 – 1959 | Maserati, Behra-Porsche | 5 (3)               | 0  | 0  | 0    | 0  | 0  | 0    |
| Lella Lombardi           | 1974 – 1976 | March, RAM, Williams    | 17 (12)             | 0  | 0  | 0    | 0  | 0  | 0,5  |
| Divina Galica            | 1976, 1978  | Surtees, Hesketh        | 3 (0)               | 0  | 0  | 0    | 0  | 0  | –    |
| Desiré Wilson            | 1979        | Williams                | 1 (0)               | 0  | 0  | 0    | 0  | 0  | –    |
| Giovanna Amati           | 1992        | Brabham                 | 3 (0)               | 0  | 0  | 0    | 0  | 0  | –    |

### Biorące udział w testach F1
| Imię i nazwisko  | Sezony                 | Zespoły  |
| ---------------- | ---------------------- | -------- |
| María de Villota | 2012                   | Marussia |
| Susie Wolff      | 2012, 2013, 2014, 2015 | Williams |

## Rekordy
| Pierwsza kobieta, która została zgłoszona do wyścigu Formuły 1:  | Maria Teresa de Filippis          |
| Pierwsza kobieta, która wystartowała w wyścigu Formuły 1:        | Maria Teresa de Filippis          |
| Pierwsza kobieta, która ukończyła wyścig Formuły 1:              | Maria Teresa de Filippis          |
| Pierwsza kobieta, która zdobyła punkty:                          | Lella Lombardi                    |
| Pierwszy wyścig, do którego została zgłoszona kobieta:           | Grand Prix Monako 1958            |
| Pierwszy wyścig, w którym wystartowała kobieta:                  | Grand Prix Belgii 1958            |
| Pierwszy wyścig, który ukończyła kobieta:                        | Grand Prix Belgii 1958            |
| Pierwszy wyścig, w którym wystartowała więcej niż jedna kobieta: | Grand Prix Wielkiej Brytanii 1976 |
| Pierwszy wyścig, w którym kobieta zdobyła punkty:                | Grand Prix Hiszpanii 1975         |